# Magritte/Bester Dokumentarfilm

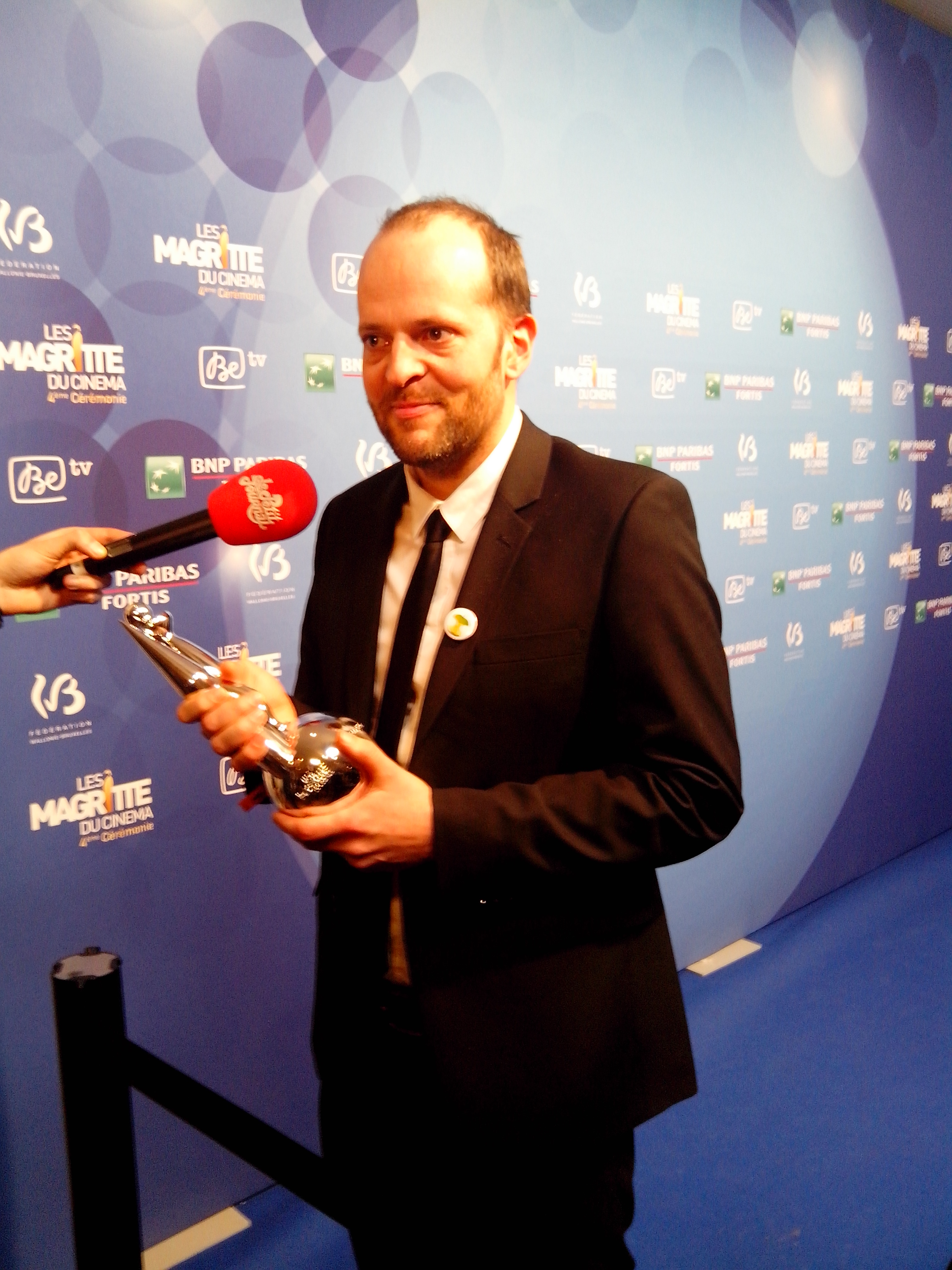
Benjamin d’Aoust, der Regisseur des besten Dokumentarfilms von 2014, mit dem Magritte

Gewinner und Nominierte des belgischen Filmpreises Magritte in der Kategorie Bester Dokumentarfilm (Meilleur documentaire) seit der ersten Verleihung im Jahr 2011. Ausgezeichnet werden die besten einheimischen Dokumentarfilme des vergangenen Jahres.
Die unten aufgeführten Filme werden mit ihrem deutschen Verleihtitel (sofern vorhanden) angegeben. Danach folgt in Klammern und in kursiver Schrift der Originaltitel und der Name des Regisseurs.

## 2010er Jahre
2011
Les Chemins de la mémoire – Regie: José-Luis Peñafuerte
- Katanga Business – Regie: Thierry Michel
- Les Films rêvés – Regie: Eric Pauwels
- Terre d’usage – Regie: Sophie Bruneau und Marc-Antoine Roudil
- Winds of Sand – Women of Rock: Die Frauenkarawane der Toubou (Vents de sable, femmes de roc) – Regie: Nathalie Borgers

2012
LoveMEATender – Regie: Manu Coeman
- Pommes und Palaver – Belgische Impressionen (Fritkot) – Regie: Manuel Poutte
- In der Gewalt des Anderen (Sous la main de l’autre) – Regie: Vincent Detours und Dominique Henry
- Giacomos Sommer (L’estate di Giacomo) – Regie: Alessandro Comodin

2013
Tee oder Elektrizität (Le Thé ou l’Électricité) – Regie: Jérôme Le Maire
- L’Affaire Chebeya, un crime d’État – Regie: Thierry Michel
- Cinéma Inch’Allah! – Regie: Vincent Coen und Guillaume Vandenberghe
- Liebesgrüße aus den Kolonien (Bons baisers de la colonie) – Regie: Nathalie Borgers

2014
La Nuit qu’on suppose – Regie: Benjamin d’Aoust
- Amsterdam Stories USA – Regie: Rob Rombout und Rogier van Eck
- L’Irrésisitible ascension de Moïse Katumbi – Regie: Thierry Michel
- The Sound of Belgium – Regie: Jozef Devillé

2015
Wenn ich Diktator bin (Quand je serai dictateur) – Regie: Yaël André
- L’Âge de raison: Le cinéma des frères Dardenne – Regie: Alain Marcoen und Luc Jabon
- Rwanda, la vie après – Paroles de mères – Regie: Benoît Dervaux und André Versaille
- Waiting for August – Regie: Teodora Ana Mihai

2016
L’Homme qui répare les femmes – Regie: Thierry Michel
- Bureau de chômage – Regie: Anne Schiltz und Charlotte Grégoire
- I Don’t Belong Anywhere: The Cinema of Chantal Akerman – Regie: Marianne Lambert
- La Nef des fous – Regie: Éric D’Agostino und Patrick Lemy

2017
En bataille – Portrait d’une directrice de prison – Regie: Ève Duchemin
- Intégration Inch’Allah – Regie: Pablo Muñoz Gomez
- La Terre abandonnée – Regie: Gilles Laurent

2018
Ausgebrannt – Kollaps im Krankenhaus (Burning out) – Regie: Jérôme le Maire
- Glück auf, Kinder (Enfants du Hasard) – Regie: Thierry Michel und Pascal Colson
- La Belge histoire du festival de Cannes – Regie: Henri de Gerlache
- Rester vivants – Regie: Pauline Beugnies

2019
Ni juge, ni soumise – Regie: Jean Libon und Yves Hinant
- Des cowboys et des indiens, le cinéma de Patar et Aubier – Regie: Fabrice du Welz
- La Grand-Messe – Regie: Valéry Rosier und Méryl Fortunat-Rossi
- Manu – Regie: Emmanuelle Bonmariage
- Mitra – Regie: Jorge León

## 2020er Jahre
2020
Mein Name ist Klitoris (Mon nom est Clitoris) – Regie: Daphné Leblond und Lisa Billuart Monet
- Bains publics – Regie: Kita Bauchet
- By the Name of Tania – Regie: Mary Jiménez und Bénédicte Liénard
- Sans frapper – Regie: Alexe Poukine

2021
nicht vergeben

2022
Petit Samedi – Regie: Paloma Sermon-Daï
- #salepute – Regie: Florence Hainaut und Myriam Leroy
- Chasser les dragons – Regie: Alexandra Longuet
- Schließ deine Augen und hör mir zu (Ma voix t’accompagnera) – Regie: Bruno Tracq

2023
Soy libre – Regie: Laure Portier
- Dreaming Walls – Regie: Amélie van Elmbt und Maya Duverdier
- I am Chance – Regie: Marc-Henri Wajnberg
- L’Empire du silence – Regie: Thierry Michel
- Petites – Regie: Pauline Beugnies

2024
Adieu sauvage – Regie: Sergio Guataquira Sarmiento
- Le Balai libéré – Regie: Coline Grando
- Se crasher pour exister – Regie: Julien Henry
- Une jeunesse italienne – Regie: Mathieu Volpe

2025
Les Miennes – Regie: Samira El Mouzghibati
- En attendant Zorro – Regie: Sarah Moon Howe
- Mea culpa – Regie: Patrick Tass
- Sauve qui peut – Regie: Alexe Poukine